# Hipparchia marmorae
Hipparchia marmorae är en fjärilsart som beskrevs av Jacob Hübner 1826. Hipparchia marmorae ingår i släktet Hipparchia och familjen praktfjärilar. Inga underarter finns listade i Catalogue of Life.